# ImageNet
ImageNet ist eine Datenbank von Bildern, welche für Forschungsprojekte eingesetzt wird. Jedes Bild wird einem Substantiv zugeordnet. Die Substantive sind durch das WordNet-Projekt hierarchisch angeordnet. Zu jedem Substantiv gibt es im Schnitt mehr als 500 Bilder. In mehr als 14 Millionen Bildern wurde vom Projekt von Hand dokumentiert, welche Objekte abgebildet sind. In mindestens einer Million der Bilder sind diese Objekte umrahmt. ImageNet enthält mehr als 20.000 Kategorien in englischer Sprache mit einer typischen Kategorie wie z. B. „Ballon“ oder „Erdbeere“. Jede dieser Kategorien besteht jeweils aus mehreren hundert Bildern. Die Datenbank mit Anmerkungen zu Bild-URLs von Drittanbietern ist direkt über ImageNet frei zugänglich, obwohl die eigentlichen Bilder nicht im Besitz von ImageNet sind.
Seit 2010 veranstaltet das ImageNet-Projekt jährlich einen Software-Wettbewerb, den ImageNet Large Scale Visual Recognition Challenge (ILSVRC). Hier wetteifern Softwaresysteme aus dem Bereich Deep Learning und Objekterkennung um die korrekte Klassifizierung und Erkennung von Objekten und Szenen. Die Anforderung in diesem Wettbewerb verwendet eine verkleinerte Liste von tausend nicht überlappenden Klassen.
ImageNet wurde 2009 auf der IEEE Conference on Computer Vision and Pattern Recognition (CVPR) erstmals veröffentlicht und wird zum Trainieren von Convolutional Neural Networks verwendet.

## Statistik
Wörter werden zu sog. synsets (engl. synonym sets), also Mengen von Synonymen zusammengefasst. Es gibt 21841 nicht-leere Synonymmengen. Insgesamt sind 14.197.122 Bilder in ImageNet.